# Junya Higashi
Junya Higashi (født 13. november 1997) er en japansk fodboldspiller, som spiller for den japanske fodboldklub Fukushima United FC.